# Теодора Бранковић
Теодора Бранковић (средина 14. века), такође позната као Теодора, Војислава или Воисава, је била српска племкиња, принцеза Албаније и господарица Драча удајом за Ђорђа Топију. Њен отац је био севастократор Бранко Младеновић, оснивач династије Бранковић.

## Рани живот
Теодора је била једина ћерка, и вероватно најмлађе дете, Бранка Младеновића, српског магната и севастократора који је служио царевима Стефану Душану (владао 1331–55) и Стефану Урошу V (владао 1355–71). Њена мајка, с друге стране, је непозната. Имала је три старија брата: Николу, Гргура и Вука Бранковића. Потоњи ће касније постати најмоћнији де факто владар Србије крајем 14. века. Теодорин деда по оцу, Младен, је најранији познати претходник Бранковића, који се у каснијим хроникама помињу као потомци династије Немањића, преко Вукана Немањића, сина Стефана Немање.

## Принцеза Албаније
Теодора се удала за Ђерђа Топију, принца Албаније, али тачан датум њиховог венчања остаје непознат.Топије су биле моћна племићка породица, која се уздигла под владавином Карла Топије, Ђорђевог оца. Он је победио и преузео територије под контролом Анжујских династија у Албанији, а најзначајније Војводство Драч, које је у то време држала његова рођака Јована од Драча. Преко Карлове мајке Јелене Анжујске, сви каснији чланови Топије били су у сродству са династијом Анжујских. 
Након смрти њеног таста 1388. године, Теодорин муж Ђорђе је наследио титуле принца Албаније и господара Драча, чиме је она постала принцеза супруга. Град Крују, с друге стране, наследила је њена снаја Јелена, по Карловој жељи. Током њихове владавине, документовано је да су поседовали златну круну и четири пара бисерних минђуша, као и круну украшену бисерима и драгим камењем. Када је Ђорђе умро 1392. године, његова имовина је прешла на Јелену и њеног млетачког мужа, Марка Барбарига. То је довело до сталних територијалних сукоба са њиховим полубратом Никитом Топијом. Након смрти њеног мужа, Теодорин живот остаје мистерија узрокована недостатком историјских извора. Није имала потомство са Ђорђем.

## Извори
1. ↑  Spremić, Momčilo (2005). Бранковићи у историји и предању. стр. 329—344.
2. ↑  Soulēs, Geōrgios Chr (1984). The Serbs and Byzantium during the reign of Tsar Stephen Dušan (1331-1355) and his successors. Washington, D.C: Dumbarton Oaks Library and Collection. ISBN 978-0-88402-137-7.
3. ↑  Anamali, Skënder; Prifti, Kristaq; Instituti i Historisë (Akademia e Shkencave e RSH), ур. (2002). Historia e popullit shqiptar në katër vëllime. Tiranë: Botimet Toena. ISBN 978-99927-1-622-9.